# Don Innes
Don Innes ist ein ehemaliger englischer Squashspieler.

## Karriere
Don Innes war in den 1960er-Jahren als Squashspieler aktiv. Mit der britischen Nationalmannschaft nahm er 1969 an der Weltmeisterschaft teil und belegte mit dieser den zweiten Platz hinter Australien, womit er gemeinsam mit Jonah Barrington, Mike Corby und Paul Millman Vizeweltmeister wurde. Er bestritt drei Begegnungen, von denen er zwei gewann. Lediglich gegen den Australier Cam Nancarrow hatte er in vier Sätzen das Nachsehen.

## Erfolge
- Vizeweltmeister mit der Mannschaft: 1969